# Colla a caldo
La colla a caldo (o termocolla o pistola a caldo) è un insieme composto da un utensile elettrico a foggia di pistola e di stick di materiale collante termofusibile.

## Descrizione

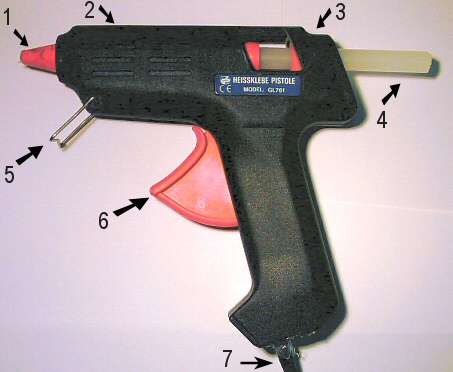
Modello tipico per le pistole a caldo:
1. Ugello
2. Riscaldamento
3. Meccanismo di trasporto
4. Colla a caldo
5. Stazionatore
6. Grilletto / Azionatore del trasporto
7. Cavo d'alimentazione

La pistola è caricata con lo stick che, a temperatura ambiente, si presenta di consistenza elastica ma non gommosa e di aspetto opalescente, anche se ne esistono in commercio di colorati.
La resistenza elettrica di cui è equipaggiato l'utensile provvede a fondere lo stick che assume la consistenza fluida e l'aspetto trasparente. Ciò avviene a circa 150-180 gradi.
La plastica fusa viene spinta a forza attraverso un forellino e posizionata sulla superficie da incollare.
La presa avviene in circa due minuti, oppure meno se il materiale da incollare è in grado di assorbirne rapidamente il calore.
La colla utilizzata può essere del tipo:
- Colla EVA, con base di etil vinil acetato
- Colla PUR, con base poliuretanica reattiva
- Poliolefinici

## Impiego
Ideale per rapidi incollaggi di legno, cartone, stoffe, feltro e laddove non sia richiesta precisione ma rapidità. Controindicata per metalli, ceramica, vetro e materiali poco porosi e con conducibilità termica. Trova largo impiego nel bricolage, e nell'allestimento di effimere scenografie.

## Storia
La termocolla, nella sua versione originaria, era prodotta negli USA.